# Larsen Bay
Larsen Bay – miasto w Stanach Zjednoczonych, w stanie Alaska, w okręgu Kodiak Island.